# 코시모 2세 데 메디치
코시모 2세 데 메디치(Cosimo II de' Medici, 1590년 5월 12일 ~ 1621년 2월 28일)는 토스카나의 대공이다. 메디치 가문 출신으로 페르디난도 1세 데 메디치와 로렌의 크리스티나 사이에서 장남으로 태어났다. 1609년 토스카나의 대공이 되었고, 오스트리아 대공 카를 2세의 딸이자 페르디난트 1세의 손녀인 마리아 마달레나와 결혼해 여덟 명의 자녀를 두었다.
그는 학문과 예술에 조예가 깊었고, 이들 분야의 좋은 후원자였다. 그는 과학자 갈릴레오 갈릴레이를 초청해 연구를 지원했고 여성 화가 아르테미시아 젠틸레스키의 작품을 구입하는 등 피렌체의 문예 부흥에 크게 공헌했다. 그러나 병약하여 제대로 국사를 관장하지 못했고 어머니 크리스티나나 아내 마리아 마달레나가 국정을 맡는 일이 많았다. 코시모 2세는 1621년 결핵으로 사망하였다.

## 자녀
- 마리아 크리스티나(1609~1632)
- 페르디난도 2세(1610~1670) 토스카나 대공
- 잔카를로(1611~1663) 추기경
- 마르게리타(1612~1679) 파르마 공작 부인
- 마테오(1613~1617)
- 프란체스코(1614~1634)
- 안나(1616~1676) 오스트리아 대공비
- 레오폴도(1617~1675) 추기경

| 전임 페르디난도 1세 | 토스카나 대공 1609년 ~ 1621년 | 후임 페르디난도 2세 |